# Freyberg (Adelsgeschlecht)

Wappen derer von Freyberg

Freyberg ist der Name eines alten, ursprünglich edelfreien, schwäbischen Adelsgeschlechts, das zuerst im Südwesten Deutschlands in Erscheinung tritt.

## Geschichte

### Ursprung und Stammsitz
Das adelige Geschlecht derer von Freyberg hat angeblich seinen Ursprung in Rom. Ein Curius sei wegen seines christlichen Glaubens von dort nach Graubünden geflüchtet – offensichtlich eine Übernahme aus Thomas Lirers Chronik – und habe hier die Burg Librimons (Freiberg) erbaut. Von dort sei dann die Familie in der Mitte des 11. Jahrhunderts nach Schwaben verdrängt worden. Diese Erzählung übernimmt auch 1884 Max von Freyberg (* 1825) in seiner Genealogischen Geschichte der Freiherren von Freyberg, er überlässt aber das Urteil über die Glaubwürdigkeit dem Leser.
Als Stammsitz wird ein Burgstall im Weiler Freyberg in der ehemaligen Herrschaft Hürbel im Landkreis Biberach in Oberschwaben angesehen, die Burg Freyberg. Heute ist es ein mit Bäumen bewachsener Hügel.

### Nobilitierungen

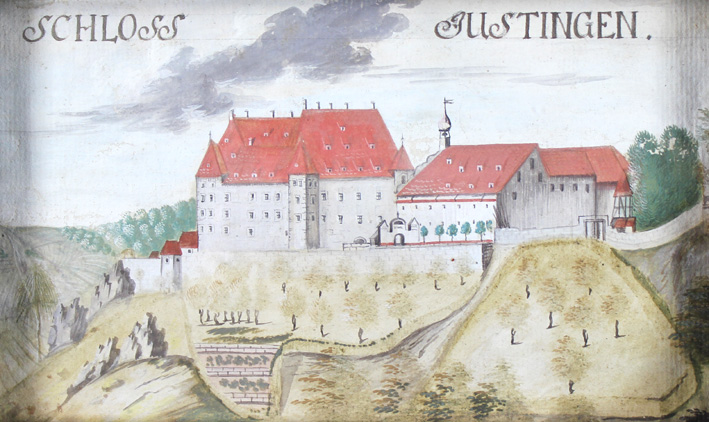
Ansicht von Schloss Justingen, 18. Jh.

Das Geschlecht gehörte der schwäbischen Reichsritterschaft an. Außerdem gehörte es, ohne formell in den Reichsgrafenstand erhoben zu sein, seit 1666 nach Erwerb der reichsunmittelbaren Grafschaft Justingen der schwäbischen Grafenbank des Reichstages an. Ferner waren sie Erbkämmerer des Hochstifts Augsburg und der Fürstpropstei Ellwangen seit 1671.

### Stammlinie
Max von Freyberg behandelt in seiner Chronik folgende Linien:

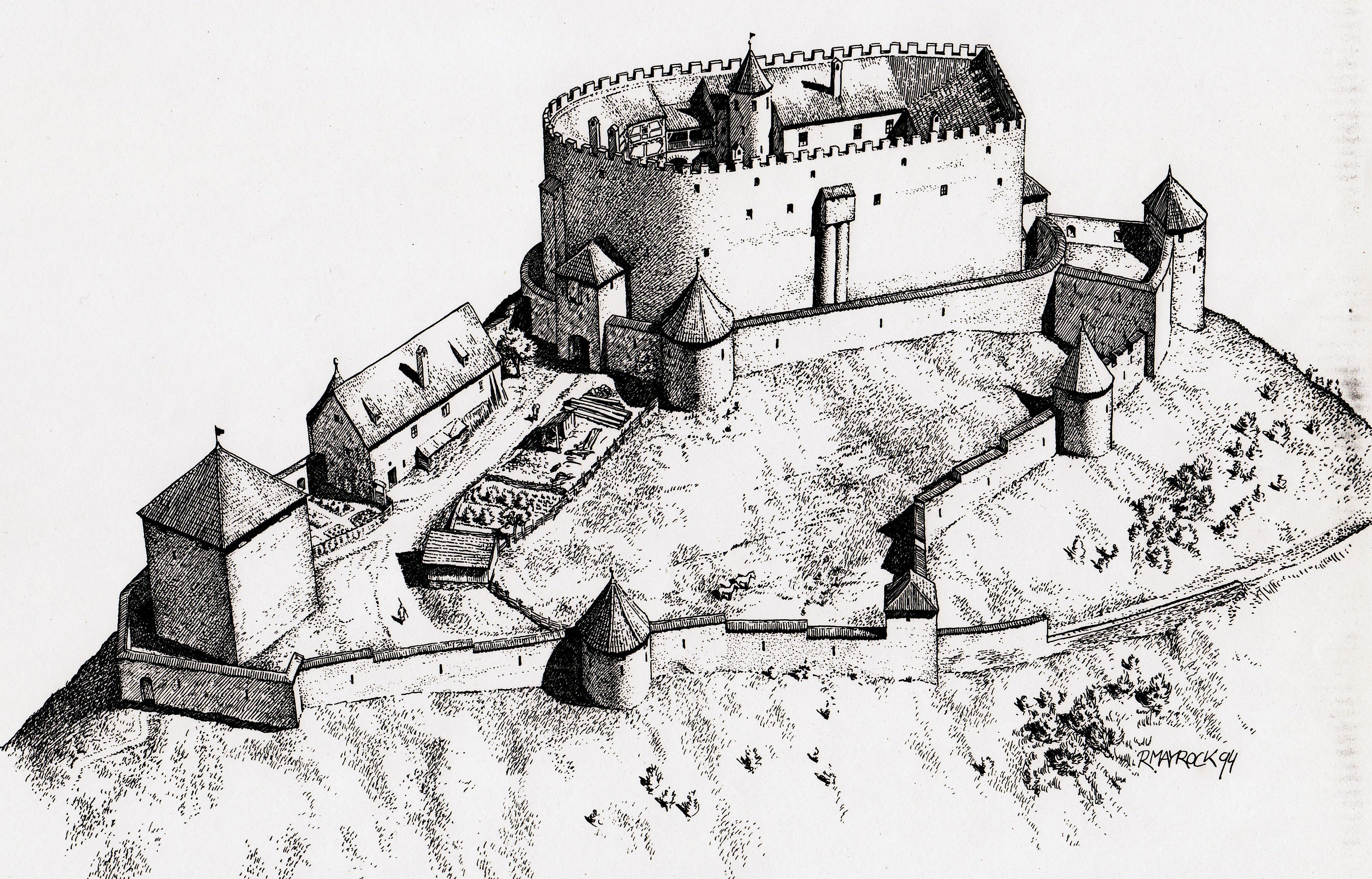
Burg Eisenberg (Bayern), Stammsitz der Linie Freyberg-Eisenberg

- Die Linie im Elsass (Kapitel IV – Von dieser Linie sei nur sehr wenig bekannt)
- Die Angelberger Linie (Kapitel V – Die älteren dort angeführten Familienmitglieder müssten einer „Linie Steußlingen“ zugerechnet werden, die jüngeren (nach 1300) z. T. der Linie Eisenberg)
- Die Eisenberger Linie (Kapitel VI – Die Linie Eisenberg wurzelt mit Sicherheit in der Linie Angelberg beziehungsweise „Steußlingen“)
- Die Löwenfelser Linie (Kapitel VII)
- Die bayerische Linie (Kapitel VIII)
- Die Achstetter Linie (Kapitel IX)

Urkundlich tauchen Mitglieder des Geschlechtes erst ab dem 13. Jahrhundert auf. Die ältesten Nennungen datieren in das Jahr 1237:
- Ulrich von Freyberg[2] (Vlricus nobilis vir de Vriberc) und
- Heinrich von Freyberg[3] (Hainricus de Friberc)

Bis etwa 1280 erscheint dann in den Urkunden fast ausschließlich ein Heinrich von Freyberg, mit dessen weltlichen Söhnen Konrad, Burkhard, Albrecht und Friedrich die Verzweigung innerhalb der Familie beginnt. 1343 verkauft Ullrich Fraß von Wolfsberg die Herrschaft Angelberg (bei Tussenhausen) an Friedrich und Heinrich von Freyberg-Altsteußlingen, 1368 wird die Burg Angelberg von der Stadt Augsburg wegen Zollrechten am Lech zerstört und 1433 verkauft Hans von Freyberg die Herrschaft Angelberg für 6400 rheinische Gulden an seinen Schwager Wilhelm d. Ä. von Riedheim.
Zweige der Hauptlinie Freyberg-Eisenberg bestehen bis heute. (Siehe auch: Freyberg-Eisenberg zu Hohenfreyberg und Freyberg-Eisenberg zu Hopferau.)

### Wichtige Namensträger
Manche Familienmitglieder brachten es in der Zeit bis 1800 zu angesehenen Ämtern.
- Unter den Domherren von Augsburg, Eichstätt,[6] Ellwangen und Kempten befinden sich Freyberger.
- Ludwig von Freiberg (1442–1480) war providierter Bischof von Konstanz 1474–1480 während des Konstanzer Bistumsstreits.
- Christoph von Freyberg war 1555 bei der Vereinbarung des Augsburger Religionsfriedens Domdechant in Augsburg.
- Hans Adam von Freyberg war 1593 Haus-Comthur des Deutschen Ordens auf Burg Horneck

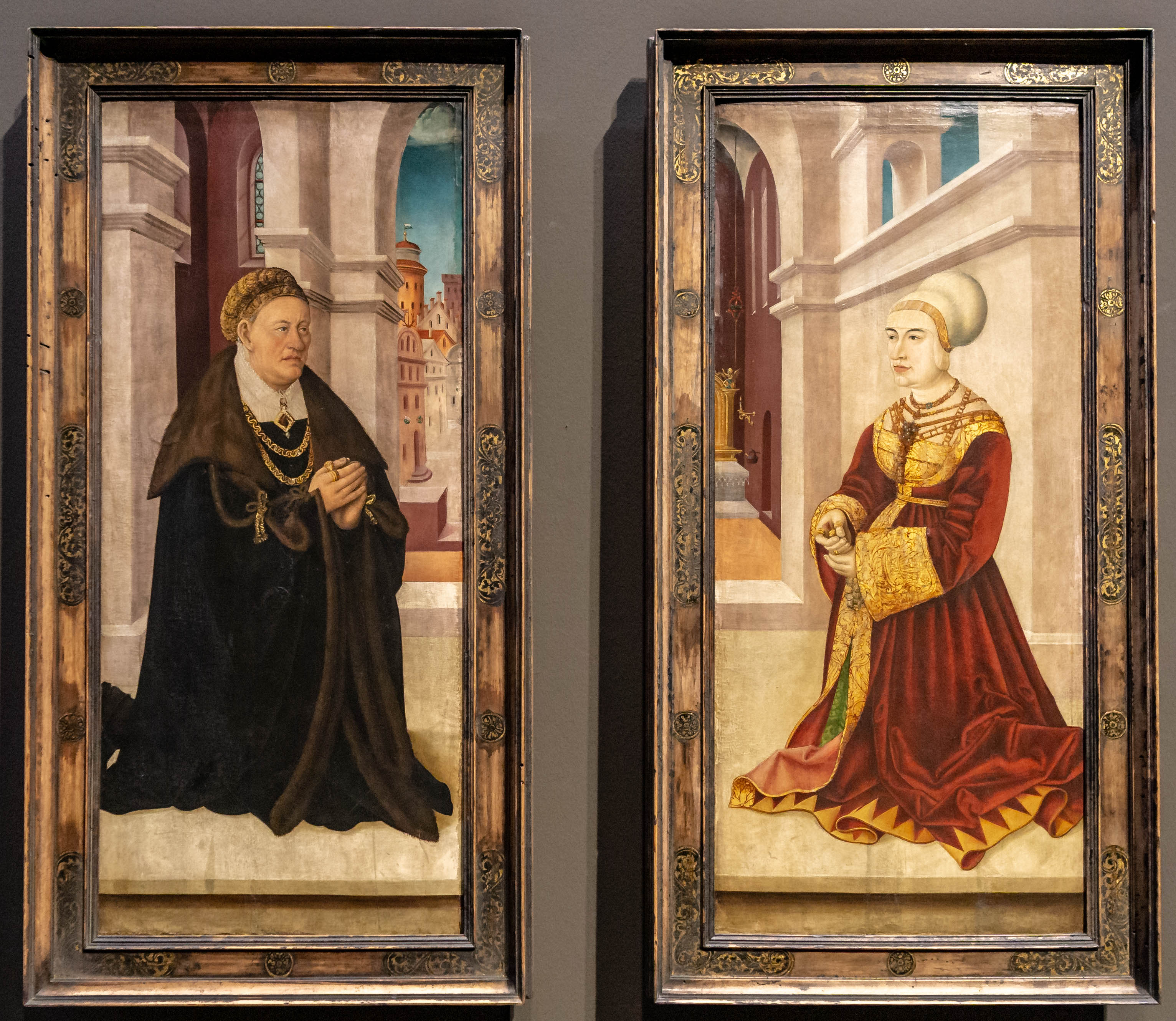
Ludwig von Freyberg (1468–1545) und Sibylla geb. Gossenbrot (1479–1521), von Martin Schaffner, ca. 1521

- Ludwig von Freyberg (1468–1545) und Sibylla geb. Gossenbrot (1479–1521), von Martin Schaffner, ca. 1521Ludwig (Lutz) von Freyberg (1468–1545) aus der Angelberger Linie war Inhaber der Herrschaft Öpfingen und Pfandherr der Herrschaften Ehingen, Schelklingen und Berg von 1507–1530. Er war mit der reichen Erbtochter Sibylla Gossembrot (oder Gossenbrod), einziges Kind des Georg Gossembrot verheiratet. 1530 gab er diese Pfandherrschaft ab, um im selben Jahr für seinen Sohn Georg Ludwig von Freyberg d. Ä. (1507–1562) die reichsunmittelbare Herrschaft Justingen zu erwerben. Georg Ludwig war ein eifriger Anhänger des Reformators Kaspar Schwenckfeld. Dessen Sohn Michael Ludwig von Freyberg zu Justingen (* um 1525, † Justingen 1582) ehelichte Felicitas Landschad von Steinach (Neckarsteinach), welche wie er protestantischen Glaubens war. Beide Eheleute errichteten 1568–1569 Schloss Justingen neu. Als Inhaber der reichsunmittelbaren Herrschaft Justingen nahm er am Reichstag zu Augsburg 1582 teil.
- Pankraz von Freyberg zu Hohenaschau (1508–1565), bayerischer Staatsmann, Standesherr und Unternehmer, neigte der Reformation zu.
- Helena von Freyberg (1491–1545), Vertreterin der österreichisch-süddeutschen Täuferbewegung
- Konrad von Freyberg (* 1933), deutscher Diplomingenieur und Rennbootsportler

Siehe auch: Freyberg-Eisenberg

## Wappen

### Stammwappen derer von Freyberg
Blasonierung: Das Stammwappen zeigt den Schild von Silber und Blau geteilt, in Blau drei (2:1) goldene Kugeln; auf dem Helm mit blau-silbernen Decken fünf silberne Straußenfedern.

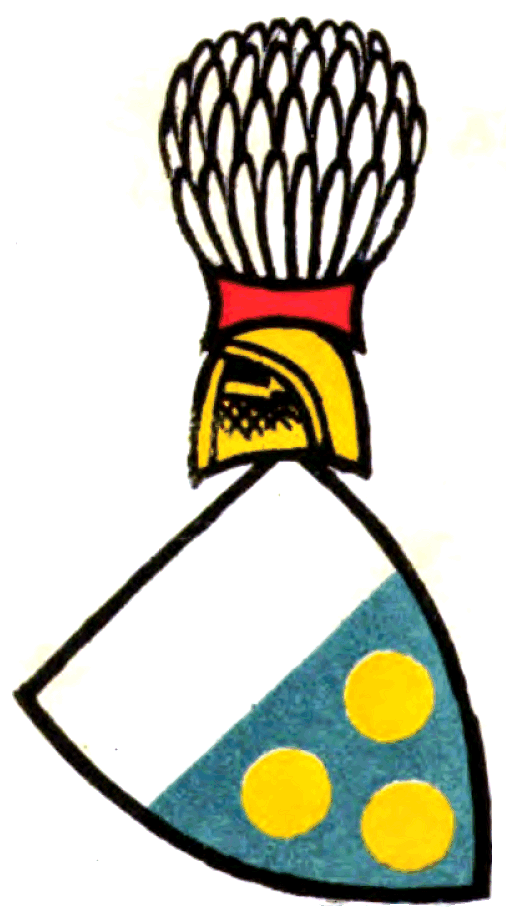
Wappen in der Zürcher Wappenrolle, ca. 1340
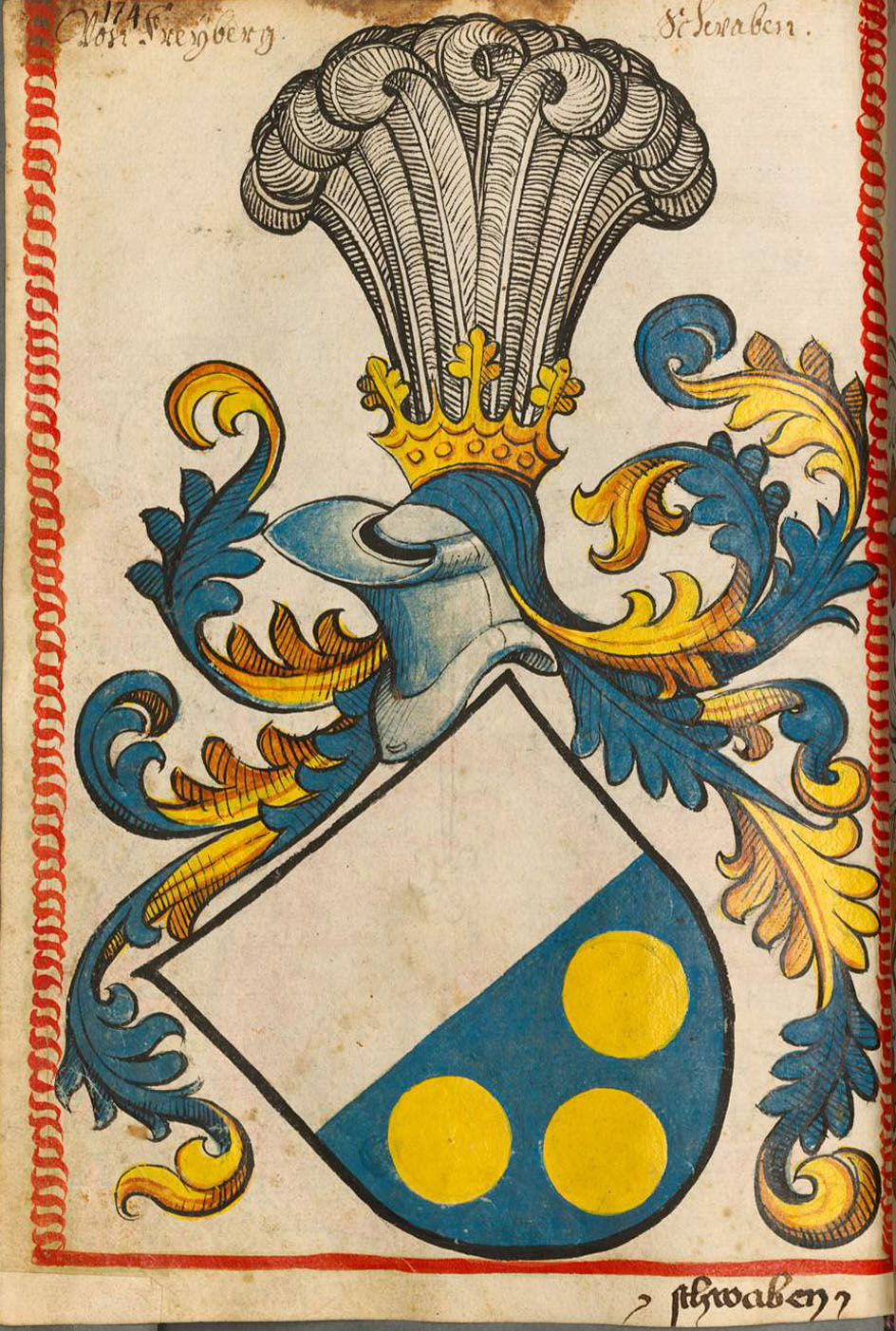
Wappen im Scheiblerschen Wappenbuch, ca. 1460
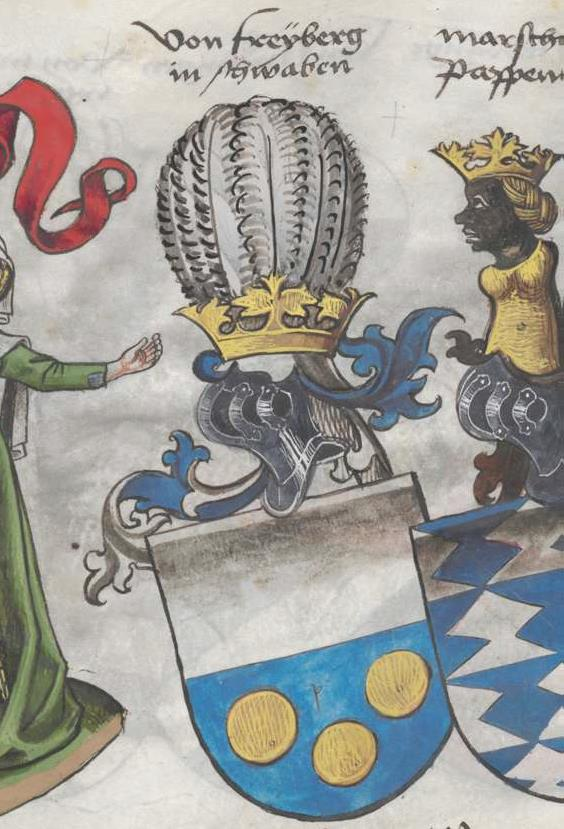
Wappen im Wappenbuch des Conrad Grünenberg, vor 1494
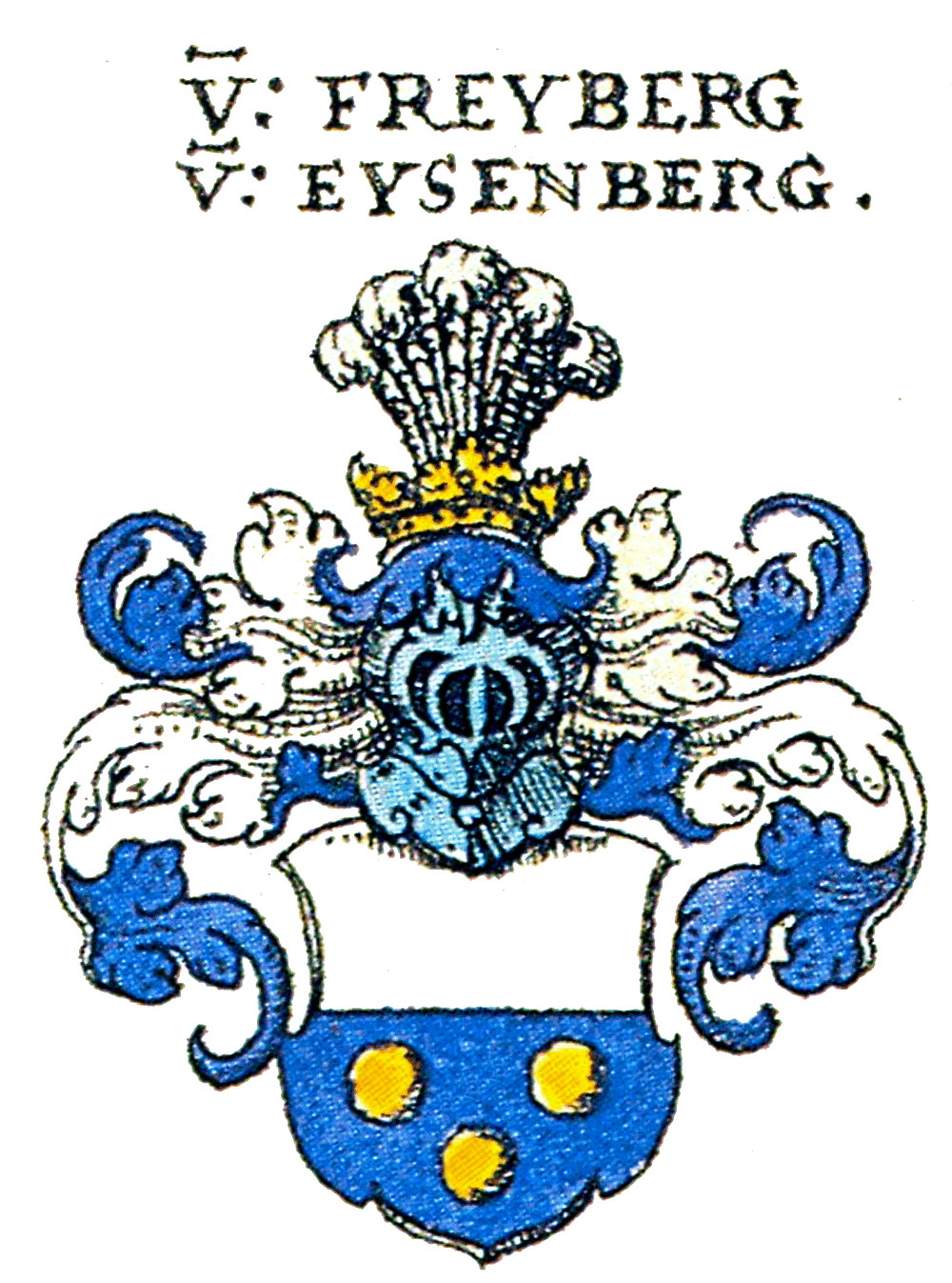
Wappen im Siebmacher, 1605

### Gemeindewappen mit Bezug zum Geschlecht derer von Freyberg
Die Wappen mehrerer Städte und Gemeinden erinnern noch heute an das Geschlecht. Ludwig von Freyberg-Steußlingen erwarb 1534 die Besitzrechte am Schloss Beihingen am Neckar samt dem dazugehörenden Anteil von 3/5 des Dorfes. Bei der Vereinigung der Dörfer Beihingen, Geisingen und Heutingsheim im Jahre 1972 wurde der Familienname zum Namen der neu entstandenen Gemeinde Freiberg am Neckar. Das Familienwappen mit den drei goldenen Kugeln wurde als Stadtwappen übernommen.

Wappen von Freiberg am Neckar
Wappen von Allmendingen
Wappen von Griesingen
Wappen von Achstetten
Wappen von Offingen
Wappen von Haldenwang
Wappen von Eisenberg im Allgäu
Wappen von Aletshausen
Wappen von Kettershausen
Wappen von Jetzendorf
Wappen von Hopferau
Wappen von Mickhausen
Wappen von Lengenwang
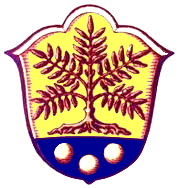
Wappen der Altgemeinde Asch
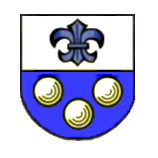
Wappen von Hürbel
Wappen von Worndorf

## Besitzungen

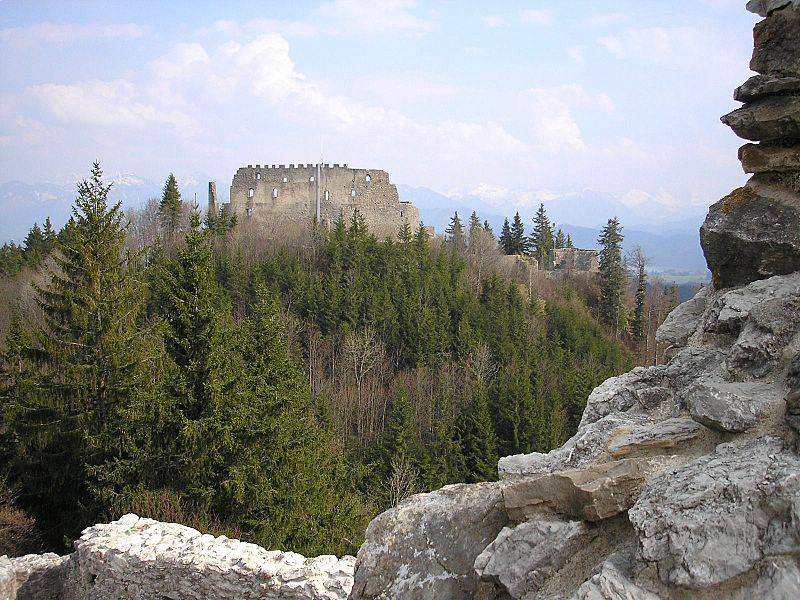
Burg Eisenberg
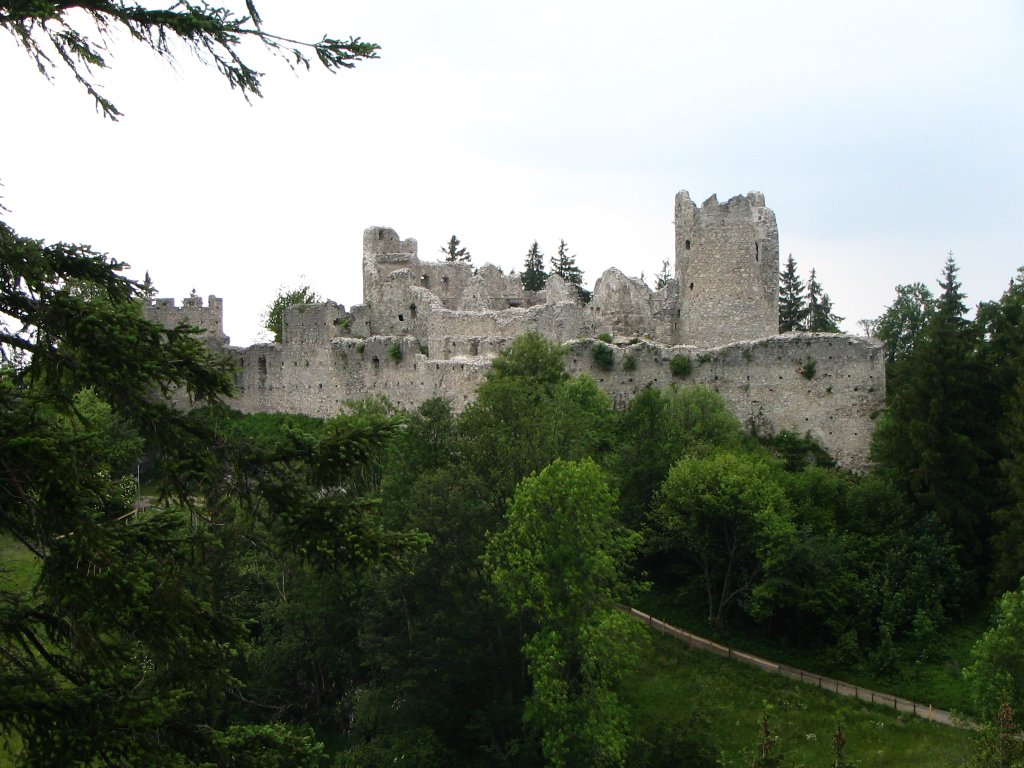
Burg Hohenfreyberg
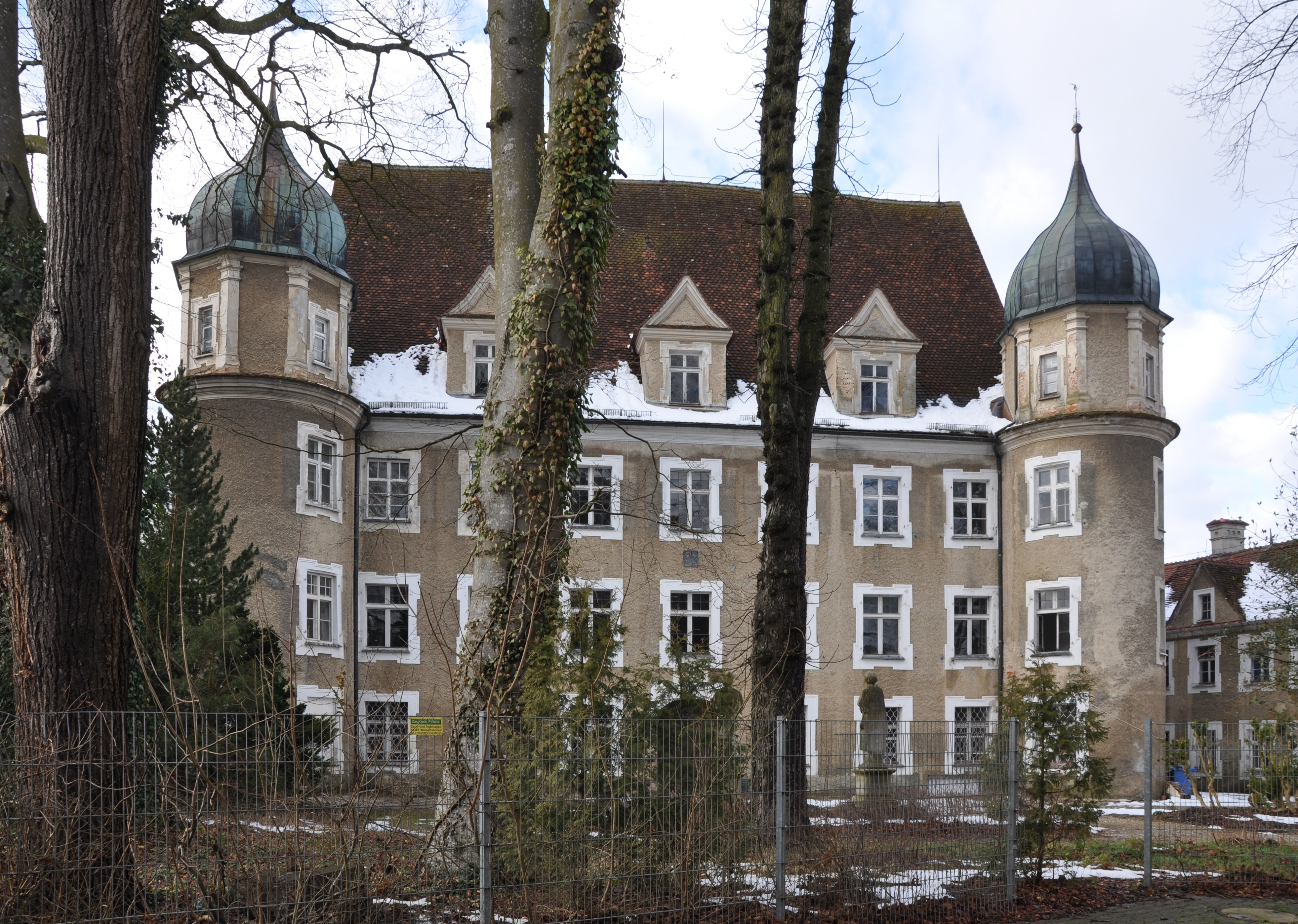
Schloss Hürbel